# Necrophagia
Necrophagia foi uma banda de death metal dos Estados Unidos formada em 1983 na cidade de  Wellsville. É creditado como um dos primeiros grupos de death metal. A temática da banda é baseada em filmes de terror, desde seu primeiro álbum, por isso também são creditados como "horror metal".
Em 18 de março de 2018 foi anunciado no perfil oficial da banda no facebook, que o vocalista e fundador da banda Killjoy havia falecido.
"Estamos tão chocados e tristes de trazer a vocês a notícia da morte de nosso querido irmão Killjoy nesta manhã. Estamos sem palavras. Descanse em paz, irmão. Você estará para sempre em nossos corações. Lembraremos de nossos momentos juntos para sempre."

## Discografia
- 1987 - Season of the Dead
- 1998 - Holocausto de la Morte
- 2003 - The Divine Art of Torture
- 2005 - Harvest Ritual Vol. 1
- 2011 - Deathtrip 69
- 2014 - WhiteWorm Cathedral

## Videografia
- 1999 - Through Eyes of the Dead
- 2004 - Nightmare Scenarios
- 2005 - Necrotorture / Sickcess

## Integrantes
- Shawn Slusarek - bateria (2010-2018)
- Serge - guitarra (2016-2018)
- Jake Arnette - Baixo (2016-2018)

Ex-integrantes
| - Killjoy - vocal (1983-1987, 1997-2018) - Bill James - baixo (1984-1987) - Joe Blazer - bateria (1984-1987) - Larry "Madthrash" Madison - guitarra (1984-1987) - Dustin Havnen - baixo (1997-2001) - Wayne "Doobie" Fabra - bateria (1997-2001) | - Anton Crowley (Phil Anselmo) - guitarra (1997-2001) - Frediablo - guitarra (2002-2005) - Jared Faulk - baixo (2001) - Opal Enthroned - teclado (2001, 2008-2011) - Iscariah - baixo (2002-2010) | - Titta Tani - bateria (2002-2010) - Fug - guitarra (2002-2010) - Mirai Kawashima - teclado (2002-2008, 2014-2015) - Undead Torment - guitarra (2006-2011) - Boris Randall - guitarra (2010-2011) - Abigail Lee Nero - guitarra (2011-2014) - Scrimm - Guitarra (2012-2016) - Damien Matthews - baixo (2010-2016) - Steve Lehocky - Guitarra (2015-2016) |